# Ptenochirus
Ptenochirus är ett släkte i familjen flyghundar med tre arter som förekommer på Filippinerna.
Arterna är:
- Ptenochirus jagori lever på nästan hela ögruppen med undantag av Palawan och mindre öar nordöst om Palawan.
- Ptenochirus minor hittas på Mindanao och mindre öar lite längre norrut.
- Ptenochirus wetmorei populationen sammanfogades fram till 2019 med Megaerops albicollis till en art. Beståndet på Mindanao flyttades till släktet Ptenochirus.[3]

## Beskrivning
Kroppslängden (huvud och bål) är 8,5 till 10 cm för P. minor och 9 till 13 cm för P. jagori. Därtill kommer en 0,4 till 1,4 cm lång svans. Den större arten väger 60 till 100 g. Pälsen har på ryggen en mörkbrun färg och är på buken ljusare. I motsats till släktet Cynopterus har arterna bara en framtand i varje käkhalva i underkäken. I överkäken finns en full utbildad och en rudimentär framtand per käkhalva.
Dessa flyghundar vistas i regnskogen och livnär sig av olika frukter och blommor. De vilar i den täta vegetationen eller i grottor. I bergstrakter når de 1300 meter över havet.
Efter dräktigheten som varar cirka fyra månader föder honan vanligen ett ungdjur och ibland tvillingar. Ungen dias ungefär tre månader. Individer med en uppskattad ålder av fem år registrerades och kanske blir de något äldre.
IUCN listar två arter som livskraftig (LC). Den nya arten är inte än bedömd.